# Art, Archaeology and Ancient World Library
De Art, Archaeology and Ancient World Library is een universiteitsbibliotheek van de universiteit van Oxford, gespecialiseerd in oudheidkunde, archeologie en kunstgeschiedenis. De bibliotheek is lid van de Bodleian libraries.
De bibliotheek is ontworpen door architecten Robert Adam en Paul Hanvey en is geopend in 2001. Het is gebouwd op de plaats van het vroegere bibliotheek van het Ashmolean Museum, aan de St. John Street, pal achter het museum. In het museum zijn de collecties van verschillende oudere bibliotheken bijeengebracht, waaronder die van het Ashmolean, het Griffith Institute, het History of Art Department en de Classics Lending Library. 
De bibliotheek stond vanaf 2001 tot aan 2023 bekend al de Sackler Library. De naam werd gewijzigd door een besluit van de Universiteitsraad op 15 mei 2023, naar aanleiding van de controverse rondom de Sackler-familie die met hun bedrijf Purdue Pharma en OxyContin een groot aandeel hadden in de Opioid-crisis in de Verenigde Staten.
De bibliotheek bezit een grote collectie oude handschriften, waaronder het grootste deel van de Oxyrhynchuspapyri.